# Ciclismo ai Giochi della XXX Olimpiade - Keirin maschile
La gara di keirin maschile dei Giochi della XXX Olimpiade si svolse il 7 agosto 2012 al London Velopark di Londra, nel Regno Unito. La medaglia d'oro fu vinta dal britannico Chris Hoy.
L'evento vide la partecipazione di 18 atleti rappresentanti di 18 nazioni diverse. La prova consisteva, come da regolamento del keirin, nell'effettuare otto giri di pista (2 km); i primi cinque giri e mezzo venivano effettuati dietro un mezzo motorizzato che aumentava gradualmente la velocità fino a 50 km/h, lasciando quindi la pista; gli ultimi due giri e mezzo di pista venivano quindi effettuati liberamente dai ciclisti.

## Risultati

### Primo turno
Si svolsero tre batterie: i primi due atleti di ogni serie passarono direttamente al turno successivo, mentre gli altri quattro di ciascuna batteria vennero relegati ai ripescaggi.
| Pos. | Atleta               | Note |
| ---- | -------------------- | ---- |
| 1    | Chris Hoy            | Q    |
| 2    | Simon Van Velthooven | Q    |
| 3    | Juan Peralta Gascón  | R    |
| 4    | Njisane Phillip      | R    |
| 5    | Sergej Borisov       | R    |
| 6    | Kazunari Watanabe    | R    |

| Pos. | Atleta          | Note |
| ---- | --------------- | ---- |
| 1    | Maximilian Levy | Q    |
| 2    | Teun Mulder     | Q    |
| 3    | Hersony Canelón | R    |
| 4    | Kamil Kuczyński | R    |
| 5    | Shane Perkins   | R    |
| 6    | Zhang Miao      | R    |

| Pos. | Atleta             | Note |
| ---- | ------------------ | ---- |
| 1    | Mickaël Bourgain   | Q    |
| 2    | Azizulhasni Awang  | Q    |
| 3    | Fabián Puerta      | R    |
| 4    | Joseph Veloce      | R    |
| 5    | Denis Špička       | R    |
| 6    | Christos Volikakis | R    |

### Ripescaggi primo turno
I primi tre classificati di ogni batteria di ripescaggio passarono al secondo turno.
| Pos. | Atleta              | Note |
| ---- | ------------------- | ---- |
| 1    | Christos Volikakis  | Q    |
| 2    | Juan Peralta Gascón | Q    |
| 3    | Njisane Phillip     | Q    |
| 4    | Joseph Veloce       |      |
| 5    | Sergej Borisov      |      |
| 6    | Zhang Miao          | REL  |

| Pos. | Atleta            | Note |
| ---- | ----------------- | ---- |
| 1    | Kazunari Watanabe | Q    |
| 2    | Hersony Canelón   | Q    |
| 3    | Shane Perkins     | Q    |
| 4    | Kamil Kuczyński   |      |
| 5    | Fabián Puerta     |      |
| 6    | Denis Špička      |      |

### Secondo turno
I 12 atleti qualificati al secondo turno si affrontarono in due batterie da sei; i primi 3 di ciascuna gara si qualificarono per la finale, gli altri 3 alla finale per il settimo posto.
| Pos. | Atleta              | Note |
| ---- | ------------------- | ---- |
| 1    | Chris Hoy           | Q    |
| 2    | Azizulhasni Awang   | Q    |
| 3    | Teun Mulder         | Q    |
| 4    | Njisane Phillip     |      |
| 5    | Juan Peralta Gascón |      |
| 6    | Christos Volikakis  |      |

| Pos. | Atleta               | Note |
| ---- | -------------------- | ---- |
| 1    | Maximilian Levy      | Q    |
| 2    | Simon Van Velthooven | Q    |
| 3    | Shane Perkins        | Q    |
| 4    | Mickaël Bourgain     |      |
| 5    | Hersony Canelón      |      |
| 6    | Kazunari Watanabe    |      |

### Finali
| Pos. | Atleta               | Note |
| ---- | -------------------- | ---- |
| 1    | Chris Hoy            |      |
| 2    | Maximilian Levy      |      |
| 3    | Simon Van Velthooven |      |
| 3    | Teun Mulder          |      |
| 5    | Shane Perkins        |      |
| 6    | Azizulhasni Awang    |      |

| Pos. | Atleta              | Note |
| ---- | ------------------- | ---- |
| 7    | Njisane Phillip     |      |
| 8    | Mickaël Bourgain    |      |
| 9    | Christos Volikakis  |      |
| 10   | Juan Peralta Gascón |      |
| 11   | Kazunari Watanabe   |      |
| 12   | Hersony Canelón     |      |